# Baroniemonument
Het Baroniemonument of Nassau-Baroniemonument is een beeld van de Nederlandse architect Pierre Cuypers. Het staat in het Park Valkenberg in Breda.

## Achtergrond
Het monument werd geplaatst ter herinnering aan de 500-jarige band (1904) tussen Breda en het huis Oranje-Nassau. In 1404 werd Engelbrecht I van Nassau-Dillenburg gehuldigd als heer van Breda.
Het beeld werd gemaakt in de vorm van een burcht en bekroond met een leeuw in een Hollandse tuin. Naast de namen en familiewapens van Engelbrecht en zijn vrouw Johanna van Polanen, staan op het monument de wapens van de gemeenten in de Baronie van Breda.
Het monument werd 3 juli 1905 onthuld door koningin Wilhelmina.

## Waardering
Het monument werd in 2002 erkend als rijksmonument, onder meer vanwege de "cultuurhistorische waarde als bijzondere uitdrukking van een historische ontwikkeling; met name illustreert het monument de historische continuiteit van de verbondenheid van de stad Breda met het geslacht Nassau. Het monument heeft architectuurhistorische waarde vanwege de zeldzame plaats die het inneemt in het oeuvre van de landelijk belangrijke architect P.J.H. Cuypers."

## Galerij

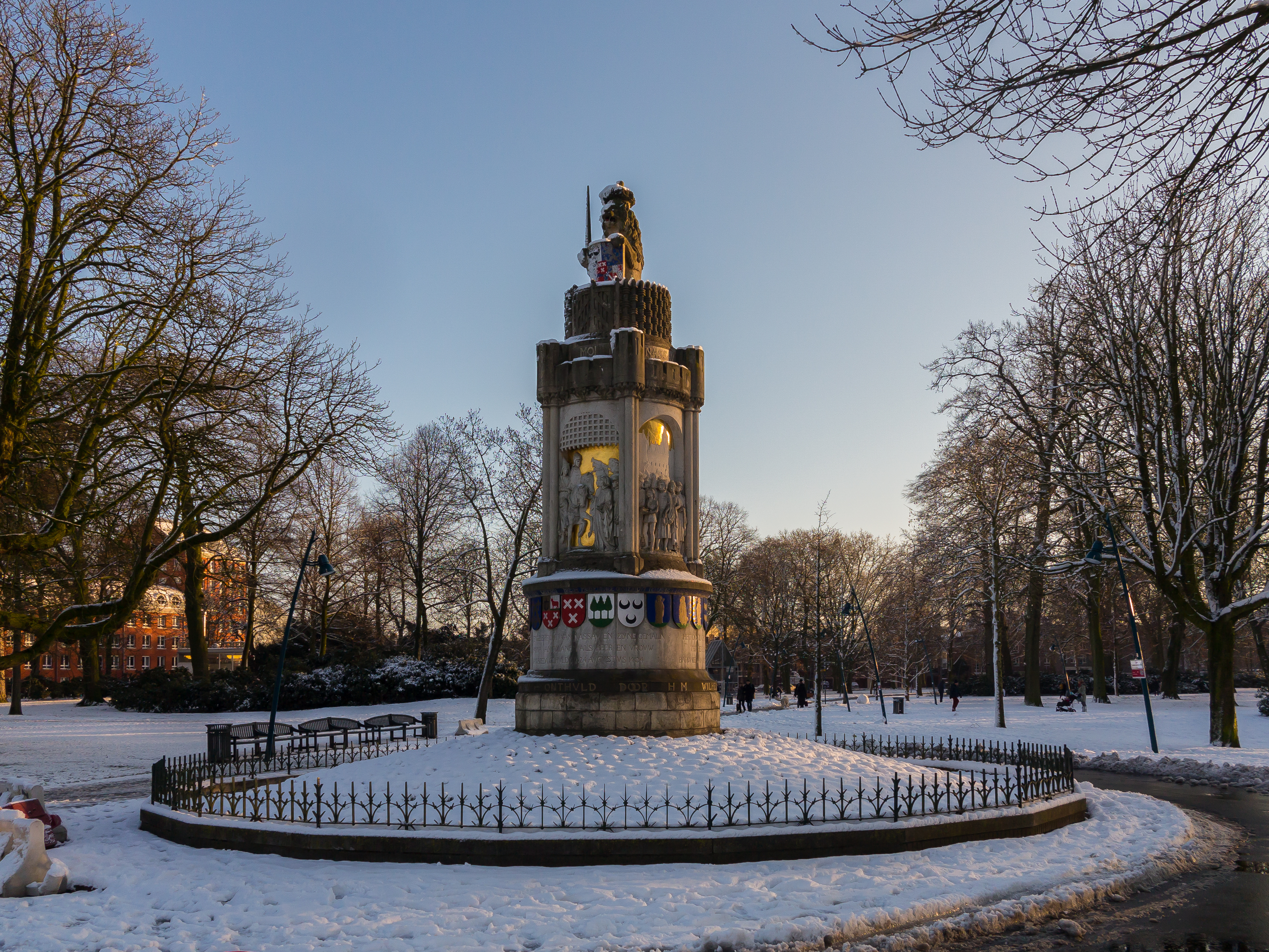
monument in de sneeuw
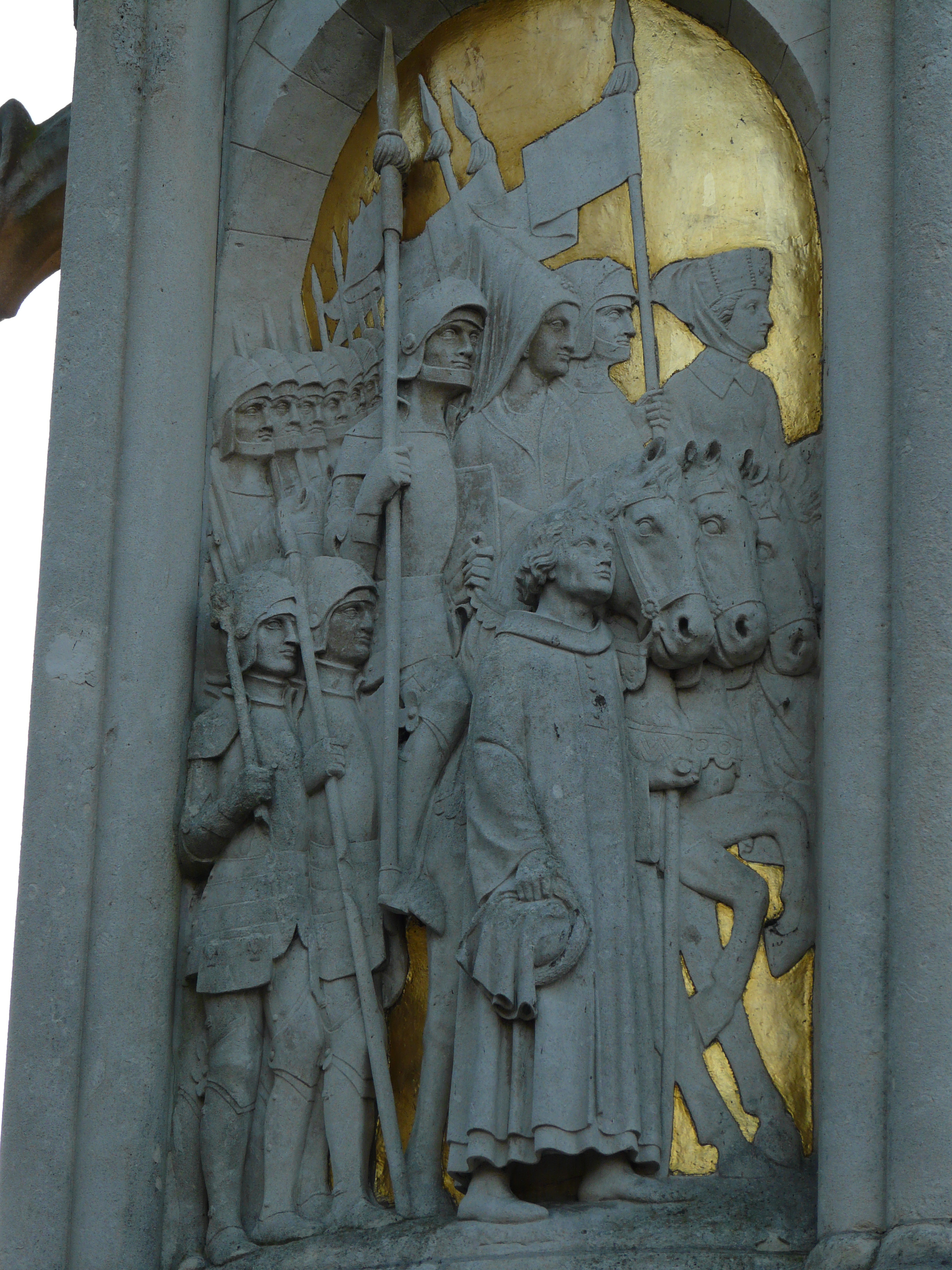
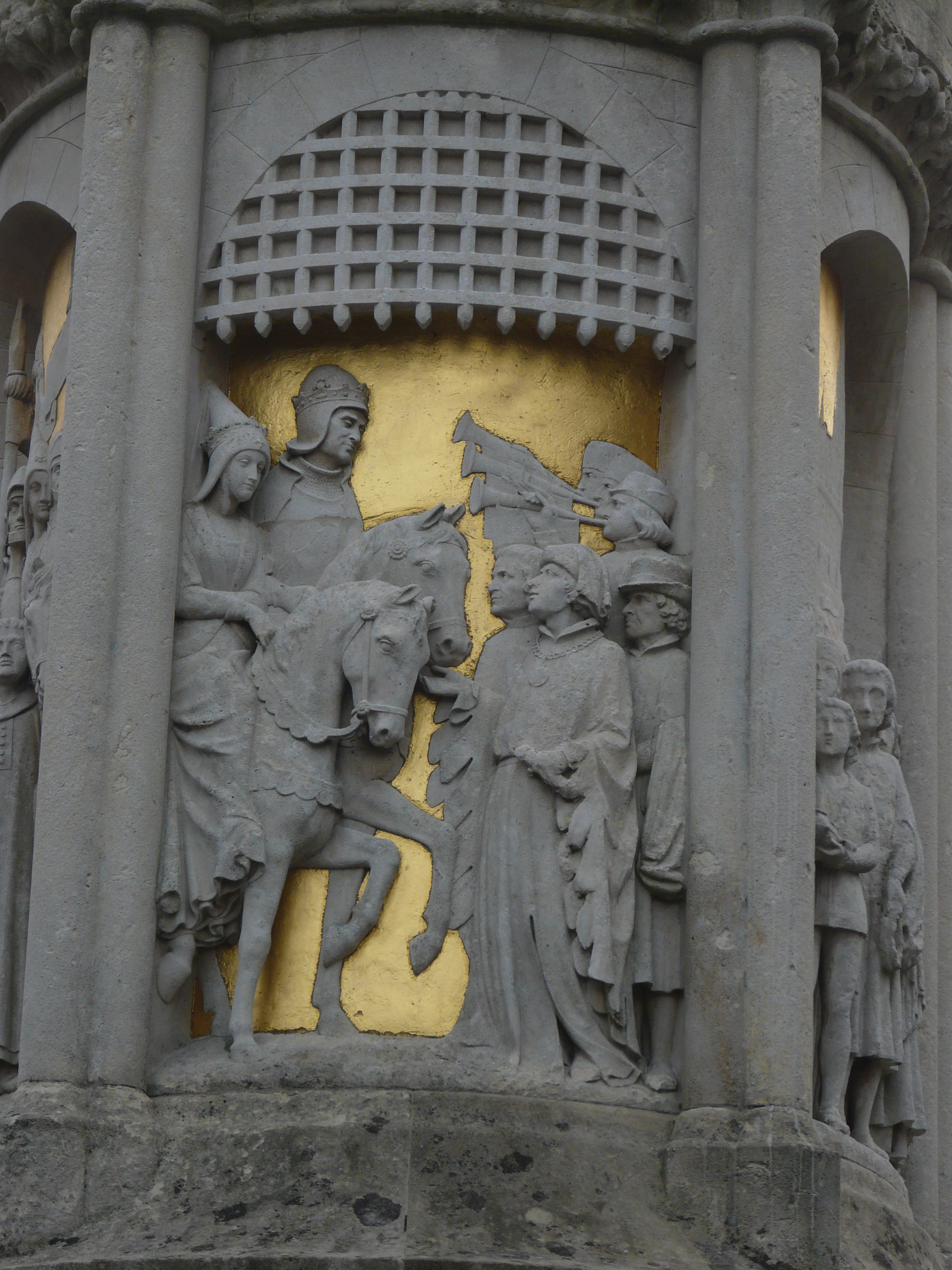
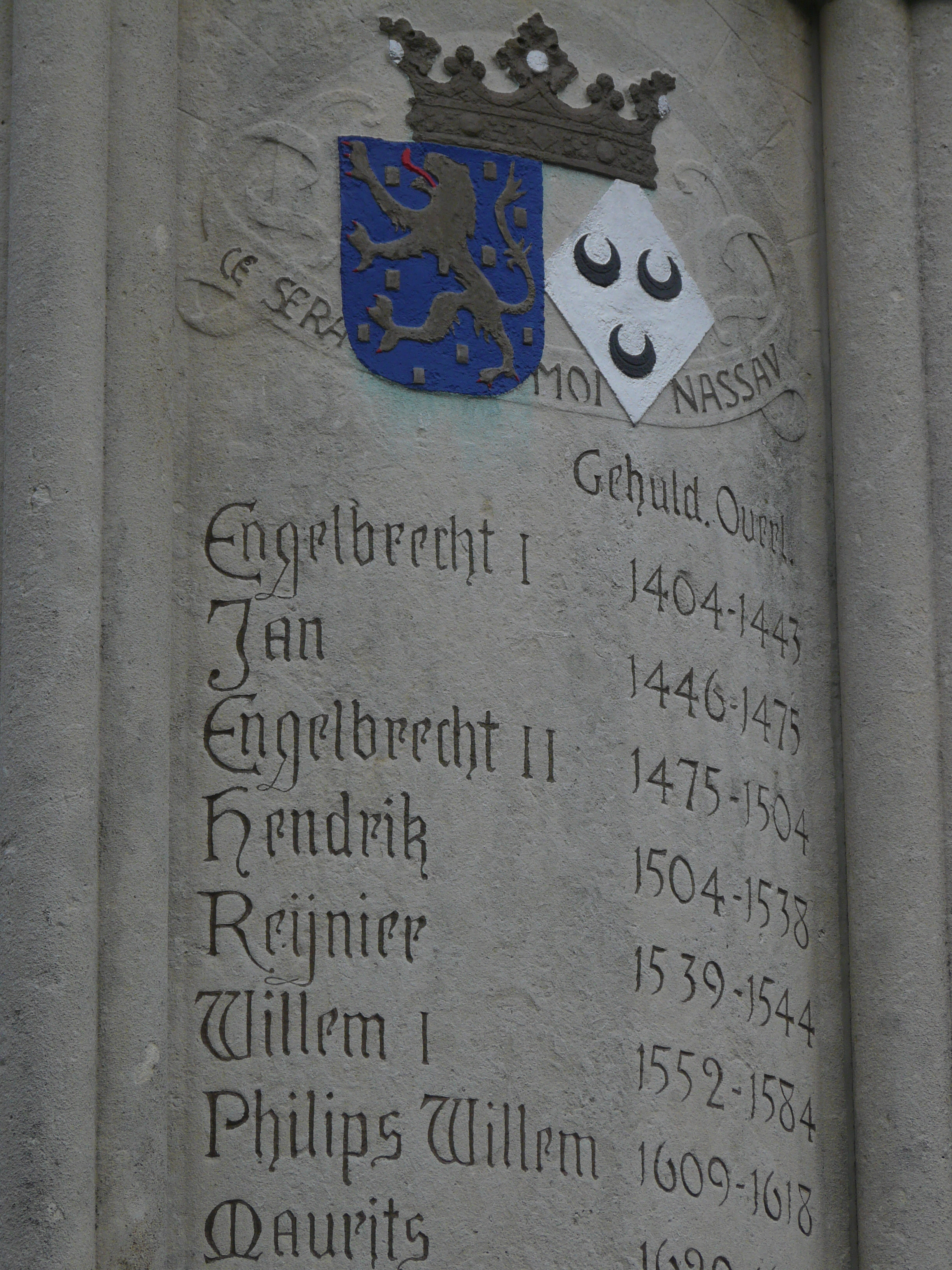
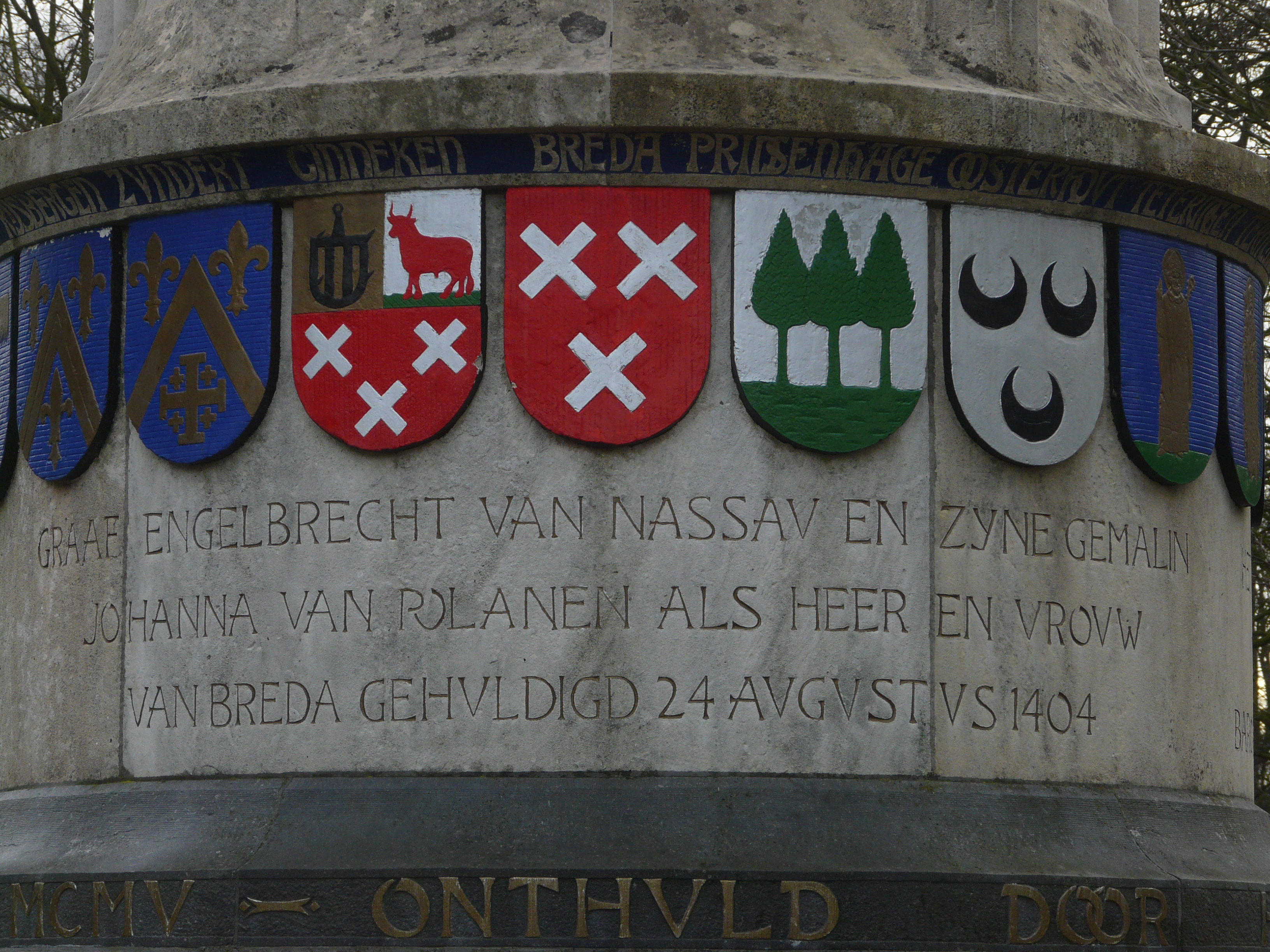

### Wapens op het monument

Breda
Princenhage
Oosterhout
Teteringen
Terheijden
Rucphen (oude wapen)
Alphen en Riel
Klundert
Willemstad
Steenbergen
Wouw
Roosendaal
Baarle-Nassau
Etten-Leur (oude wapen)
Chaam
Rijsbergen
Zundert (oude wapen)
Ginneken
Dongen
Gilze en Rijen